# Lloyd Harris
Lloyd George Muirhead Harris (* 24. února 1997 Kapské Město) je jihoafrický profesionální tenista. Ve své dosavadní kariéře na okruhu ATP Tour nevyhrál žádný turnaj. Na challengerech ATP a okruhu ITF získal devatenáct titulů ve dvouhře a šest ve čtyřhře.
Na žebříčku ATP byl ve dvouhře nejvýše klasifikován v září 2021 na 31. místě a ve čtyřhře pak v červnu 2022 na 108. místě.
V jihoafrickém daviscupovém týmu debutoval v roce 2016 prvním kolem 2. skupiny zóny Evropy a Afriky proti Lucembursku, v němž vyhrál obě dvouhry. Jihoafričané zvítězili 5:0 na zápasy. Do dubna 2021 v soutěži nastoupil k devíti mezistátním utkáním s bilancí 12–5 ve dvouhře a 0–0 ve čtyřhře.

## Tenisová kariéra
V rámci hlavních soutěží událostí okruhu ITF debutoval v červnu 2014, když na turnaj v jihoafrickém Sun City obdržel divokou kartu. Ve druhém kole podlehl Švédu Jacobu Adaktussonovi. Premiérový singlový titul na challengerech si odvezl během srpna 2018 z kentuckého Lexingtonu, kde ve finále přehrál Itala Stefana Napolitana. Již v dubnu 2018 vyhrál s Bělorusem Aleksandrem Burym čtyřhru na challengeru v čínském An-ningu. Průnik mezi sto nejlepších tenistů zaznamenal 4. února 2019, když mu na žebříčku ATP patřila 100. příčka.
Na okruhu ATP World Tour, nepočítaje Davis Cup 2016, debutoval na zářijovém Shenzhen Open 2017 v Šen-čenu. Jako postoupivší kvalifikant vypadl v úvodním kole dvouhry s pátým nasazeným Ukrajincem a finalistou turnaje Alexandrem Dolgopolovem. Premiérový kariérní vyhraný zápas v této úrovni dosáhl přesně o rok později na Chengdu Open 2018 po vyřazení francouzské turnajové pětky Gaëla Monfilse. Následně nestačil na australského kvalifikanta Bernarda Tomica. V rámci série ATP Masters odehrál první utkání na Miami Open 2019, když do hlavní soutěže prošel až jako šťastný poražený kvalifikant. Po volném losu jej vyřadil Nizozemec Robin Haase.
Debut v hlavní soutěži nejvyšší grandslamové kategorie zaznamenal v mužském singlu US Open 2018 po zvládnuté tříkolové kvalifikaci, v níž neztratil ani jeden set. V úvodním kole dvouhry však nenašel recept na Francouze Gillese Simona. Na French Open 2019 vyhrál první grandslamový zápas po pětisetové bitvě s Lukášem Rosolem. Následně jej vyřadil třináctý nasazený Chorvat Borna Ćorić.
Po výhře nad druhým nasazeným Kanaďanem Félixem Augerem-Aliassimem na Adelaide International 2020 se probojoval do prvního kariérního finále okruhu ATP Tour. V něm uhrál jen tři gemy na 22letého Rusa Andreje Rubljova. Do druhého finále postoupil na březnovém Dubai Tennis Championships 2021, kde ve druhém kole poprvé zdolal člena elitní světové desítky, čtvrtého v pořadí Dominica Thiema. V boji o titul však z pozice kvalifikanta nestačil na Rusa Aslana Karaceva. Bodový zisk jej posunul na nové kariérní maximum, 52. místo žebříčku.

## Finále na okruhu ATP Tour
| Legenda                     |
| D – dvouhra; Č – čtyřhra    |
| Grand Slam (0)              |
| Turnaj mistrů (0)           |
| ATP Tour Masters 1000 (0)   |
| ATP Tour 500 (0–1 D, 0–1 Č) |
| ATP Tour 250 (0–1 D, 1–0 Č) |

### Dvouhra: 2 (0–2)
| Stav      | č. | datum       | turnaj                         | povrch | soupeř ve finále | výsledek |
| --------- | -- | ----------- | ------------------------------ | ------ | ---------------- | -------- |
| Finalista | 1. | leden 2020  | Adelaide, Austrálie            | tvrdý  | Andrej Rubljov   | 3–6, 0–6 |
| Finalista | 2. | březen 2021 | Dubaj, Spojené arabské emiráty | tvrdý  | Aslan Karacev    | 3–6, 2–6 |

### Čtyřhra: 2 (1–1)
| Stav      | č. | datum       | turnaj                | povrch    | spoluhráč    | soupeři ve finále            | výsledek              |
| --------- | -- | ----------- | --------------------- | --------- | ------------ | ---------------------------- | --------------------- |
| Finalista | 1. | únor 2022   | Rotterdam, Nizozemsko | tvrdý (i) | Tim Pütz     | Robin Haase Matwé Middelkoop | 6–4, 6–7(5–7), [5–10] |
| Vítěz     | 1. | červen 2023 | Mallorca, Španělsko   | tráva     | Yuki Bhambri | Robin Haase Philipp Oswald   | 6–3, 6–4              |

## Tituly na challengerech ATP a na okruhu Future
| Legenda                    |  |
| -------------------------- |  |
| D – dvouhra; Č – čtyřhra   |  |
| Challengery (3–2 D; 2–0 Č) |  |
| Futures (13–5 D; 4–3 Č)    |  |

### Dvouhra (19 titulů)
| Č.  | datum         | turnaj                              | povrch | soupeř ve finále         | výsledek            |
| --- | ------------- | ----------------------------------- | ------ | ------------------------ | ------------------- |
| 1.  | červen 2015   | Maputo, Mosambik                    | tvrdý  | Jeremy Beale             | 6–2, 6–1            |
| 2.  | červen 2015   | Harare, Zimbabwe                    | tvrdý  | Tucker Vorster           | 6–1, 6–7(7–9), 6–3  |
| 3.  | srpen 2015    | Šarm aš-Šajch, Egypt                | tvrdý  | Daniel Cox               | 6–2, 6–2            |
| 4.  | listopad 2015 | Stellenbosch, Jihoafrická republika | tvrdý  | Lucas Miedler            | 6–2, 6–1            |
| 5.  | říjen 2016    | Šarm aš-Šajch, Egypt                | tvrdý  | Andrea Vavassori         | 6–4, 6–2            |
| 6.  | říjen 2016    | Šarm aš-Šajch, Egypt                | tvrdý  | Pablo Vivero González    | 6–3, 6–2            |
| 7.  | říjen 2016    | Šarm aš-Šajch, Egypt                | tvrdý  | Pablo Vivero González    | 7–6(11–9), 4–6, 6–4 |
| 8.  | listopad 2016 | Stellenbosch, Jihoafrická republika | tvrdý  | Alessandro Bega          | 6–4, 6–4            |
| 9.  | listopad 2016 | Stellenbosch, Jihoafrická republika | tvrdý  | Jordi Samper Montaña     | 6–0, 6–1            |
| 10. | listopad 2016 | Stellenbosch, Jihoafrická republika | tvrdý  | Nicolaas Scholtz         | 7–5, 6–4            |
| 11. | březen 2018   | Šarm aš-Šajch, Egypt                | tvrdý  | Aldin Šetkić             | 6–4, 4–6, 6–4       |
| 12. | březen 2018   | Vilamoura, Portugalsko              | tvrdý  | Roberto Ortega Olmedo    | 4–6, 6–1, 6–0       |
| 13. | březen 2018   | Lisabon, Portugalsko                | tvrdý  | Frederico Ferreira Silva | 7–6(7–2), 7–6(7–3)  |
| 14. | srpen 2018    | Lexington, Spojené státy americké   | tvrdý  | Stefano Napolitano       | 6–4, 6–3            |
| 15. | říjen 2018    | Stockton, Spojené státy americké    | tvrdý  | Marc Polmans             | 6–2, 6–2            |
| 16. | únor 2019     | Launceston, Austrálie americké      | tvrdý  | Lorenzo Giustino         | 6–2, 6–2            |
| 17. | duben 2024    | Kwangdžu, Jižní Korea               | tvrdý  | Pu Jün-čchao-kche-tche   | 6–2, 3–6, 6–4       |
| 18. | duben 2024    | Šen-čen, Čína                       | tvrdý  | James Duckworth          | 6–3, 6–3            |
| 19. | červen 2024   | Surbiton, Spojené království        | tráva  | Leandro Riedi            | 7–6(10–8), 7–5      |

### Čtyřhra (6 titulů)
| Č. | datum         | turnaj               | povrch | spoluhráč             | soupeři ve finále                    | výsledek              |
| -- | ------------- | -------------------- | ------ | --------------------- | ------------------------------------ | --------------------- |
| 1. | červen 2015   | Harare, Zimbabwe     | tvrdý  | Nicolaas Scholtz      | Evan King Anderson Reed              | 7–5, 6–4              |
| 2. | srpen 2015    | Šarm aš-Šajch, Egypt | tvrdý  | Cameron Silverman     | Milos Sekulic Libor Salaba           | 7–6(7–4), 6–2         |
| 3. | prosinec 2015 | Lagos, Nigérie       | tvrdý  | Karim-Mohamed Maamoun | David Pel Antal van der Duim         | 7–5, 7–6(8–6)         |
| 4. | říjen 2016    | Šarm aš-Šajch, Egypt | tvrdý  | Issam Haitham Taweel  | Conor Berg Mitchell Thomas McDaniels | 6–1, 6–3              |
| 5. | srpen 2018    | An-ning, Čína        | antuka | Aleksandr Buryj       | Kung Mao-sin Čang Ce                 | 6–3, 6–4              |
| 6. | leden 2019    | Burnie, Austrálie    | tvrdý  | Dudi Sela             | Mirza Bašić Tomislav Brkić           | 6–3, 6–7(3–7), [10–8] |